# Хатычка
Хатычка — деревня в Дорогобужском районе Смоленской области России. Входит в состав Слойковского сельского поселения.
Население — 66 жителей (2007 год).
Расположена в центральной части области в 4 км к западу от Дорогобужа, в двухстах метрах южнее Днепра. Автодорога Р134 «Старая Смоленская дорога», пересекает Хатычку по середине и является центральной улицей деревни. В 20 км севернее деревни находится железнодорожная станция Максимово на линии Москва-Минск.

## История
В годы Великой Отечественной войны деревня была оккупирована гитлеровскими войсками в октябре 1941 года, освобождена в сентябре 1943 года.